# Kotel
Kotel (Bulgaars: Котел) is een stad en een gemeente in centraal Bulgarije in de oblast Sliven.

## Bevolking
Op 31 december 2020 telde de stad Kotel 5.003 inwoners, terwijl de gemeente Kotel 17.887 inwoners had. Alhoewel de bevolking in de periode 1934-1975 continu toenam, met name in de stad Kotel zelf, kampt de regio vanaf 1975 met een drastische bevolkingskrimp.
| Jaar           | 1934   | 1946   | 1956   | 1965   | 1975   | 1985   | 1992   | 2001   | 2011   | 2020   |
| stad Kotel     | 3.178  | 3.674  | 5.847  | 7.184  | 8.235  | 7.907  | 7.781  | 6.934  | 5.798  | 5.003  |
| gemeente Kotel | 21.473 | 23.482 | 24.937 | 26.996 | 27.469 | 26.379 | 23.944 | 21.645 | 19.391 | 17.887 |

### Bevolkingssamenstelling
Volgens de volkstelling van 2011 heeft de gemeente Kotel een heterogene bevolkinssamenstelling. De etnische Bulgaren vormen de pluraliteit met 39% van de bevolking. De Bulgaren wonen voornamelijk in de stad Kotel en in tien omliggende dorpen. De Bulgaarse Turken vormen 32% van de bevolking. Zij vormen in negen dorpen de grootste bevolkingsgroep, waarvan Jablanovo, Filaretevo en Malko Selo de grootste zijn qua inwonersaantal. De Roma vormen 29% van de bevolking van de gemeente Kotel en een meerderheid in het dorp Gradets. 
| Etnische groep   | volkstelling 1992 | volkstelling 1992 | volkstelling 2001 | volkstelling 2001 | volkstelling 2011 | volkstelling 2011 | volkstelling 2011  |
| Etnische groep   | Aantal            | %                 | Aantal            | %                 | Aantal            | % (totaal)        | % (gespecificeerd) |
| ---------------- | ----------------- | ----------------- | ----------------- | ----------------- | ----------------- | ----------------- | ------------------ |
| Bulgaren         | 11.906            | 49,72             | 8.778             | 40,56             | 7.024             | 36,22             | 39,12              |
| Turken           | 7.568             | 31,61             | 6.324             | 29,22             | 5.793             | 29,87             | 32,26              |
| Roma             | 3.953             | 16,51             | 5.917             | 27,34             | 4.790             | 24,70             | 26,68              |
| Andere groepen   | 517               | 2,16              | 380               | 1,76              | 205               | 1,05              | 1,13               |
| Onbekend         | .                 | .                 | 103               | 0,48              | 142               | 0,73              | 0,79               |
| Ongespecificeerd | .                 | .                 | 143               | 0,66              | 1.437             | 7,41              | .                  |
| Totaal           | 23.944            | 100,00            | 21.645            | 100,00            | 19.391            | 100,00            | 100,00             |

### Religie
De grootste religies in de gemeente zijn: de Bulgaars-Orthodoxe Kerk (46,4%), de islam (29,3%) en het protestantisme (8,3%).
| Religieuze samenstelling in februari 2011 | Religieuze samenstelling in februari 2011 | Religieuze samenstelling in februari 2011 | Religieuze samenstelling in februari 2011 | Religieuze samenstelling in februari 2011 |
| ----------------------------------------- | ----------------------------------------- | ----------------------------------------- | ----------------------------------------- | ----------------------------------------- |
|                                           |                                           |                                           |                                           |                                           |
| Bulgaars-Orthodoxe Kerk                   | Bulgaars-Orthodoxe Kerk                   |                                           | 46,42%                                    | 46,42%                                    |
| Katholieke Kerk                           | Katholieke Kerk                           |                                           | 0,45%                                     | 0,45%                                     |
| Protestantisme                            | Protestantisme                            |                                           | 8,25%                                     | 8,25%                                     |
| Islam                                     | Islam                                     |                                           | 29,40%                                    | 29,40%                                    |
| Geen                                      | Geen                                      |                                           | 8,32%                                     | 8,32%                                     |
| Anders/ Onbekend                          | Anders/ Onbekend                          |                                           | 7,15%                                     | 7,15%                                     |

## Nederzettingen
De gemeente Kotel bestaat uit 22 nederzettingen: de stad Kotel en 21 dorpen.
| - Borintsi - Bratan - Doebova - Filaretovo - Gradets - Jablanovo - Katoenisjte - Kipilovo - Kotel - Malko Selo - Medvev | - Mokren - Neikovo - Oplovo - Ostra Mogoeila - Poedarevo - Sedlarevo - Sokolartsi - Strelsti - Titsja - Topoezevo - Zjeravna |

## Afbeeldingen

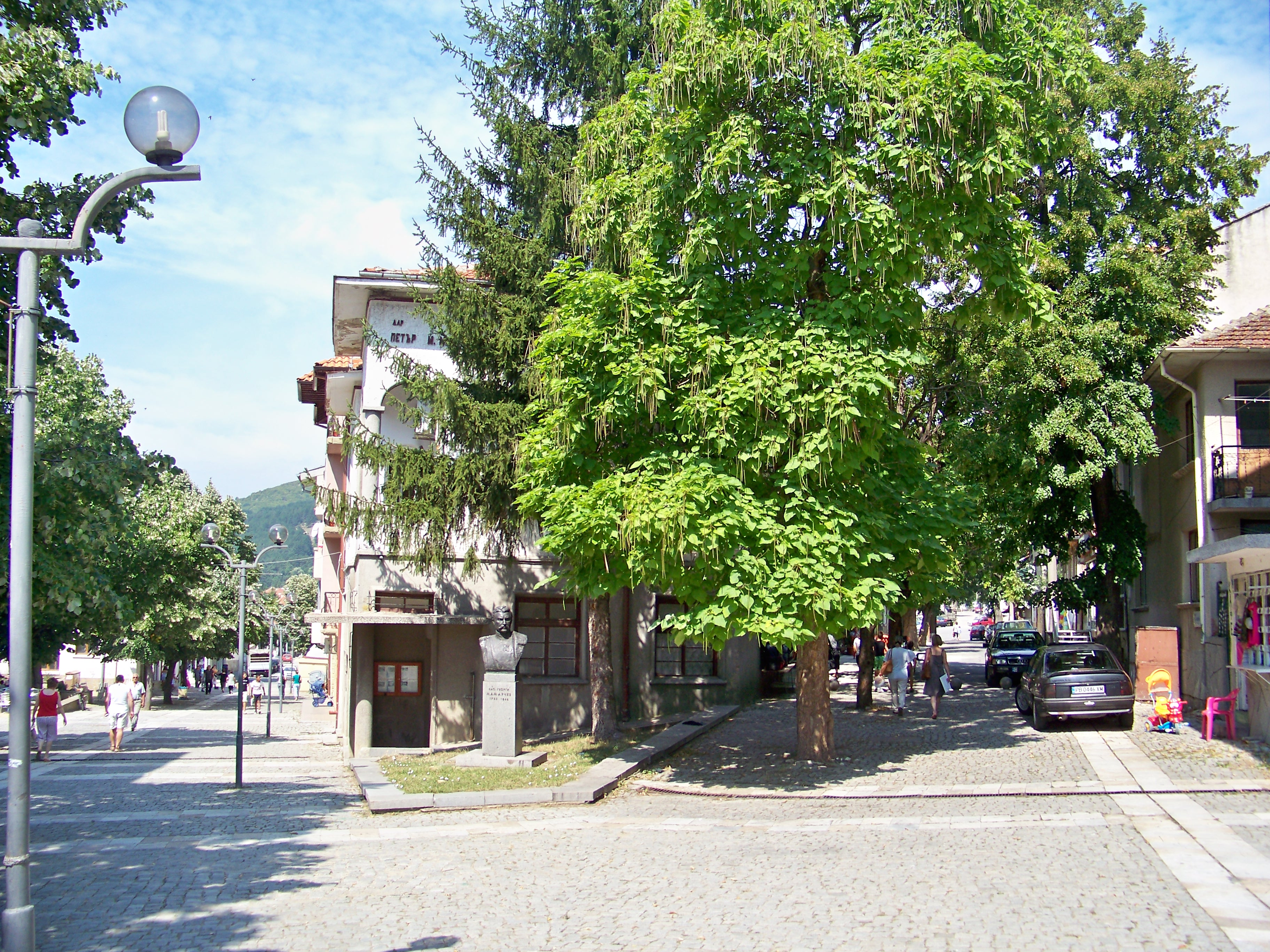
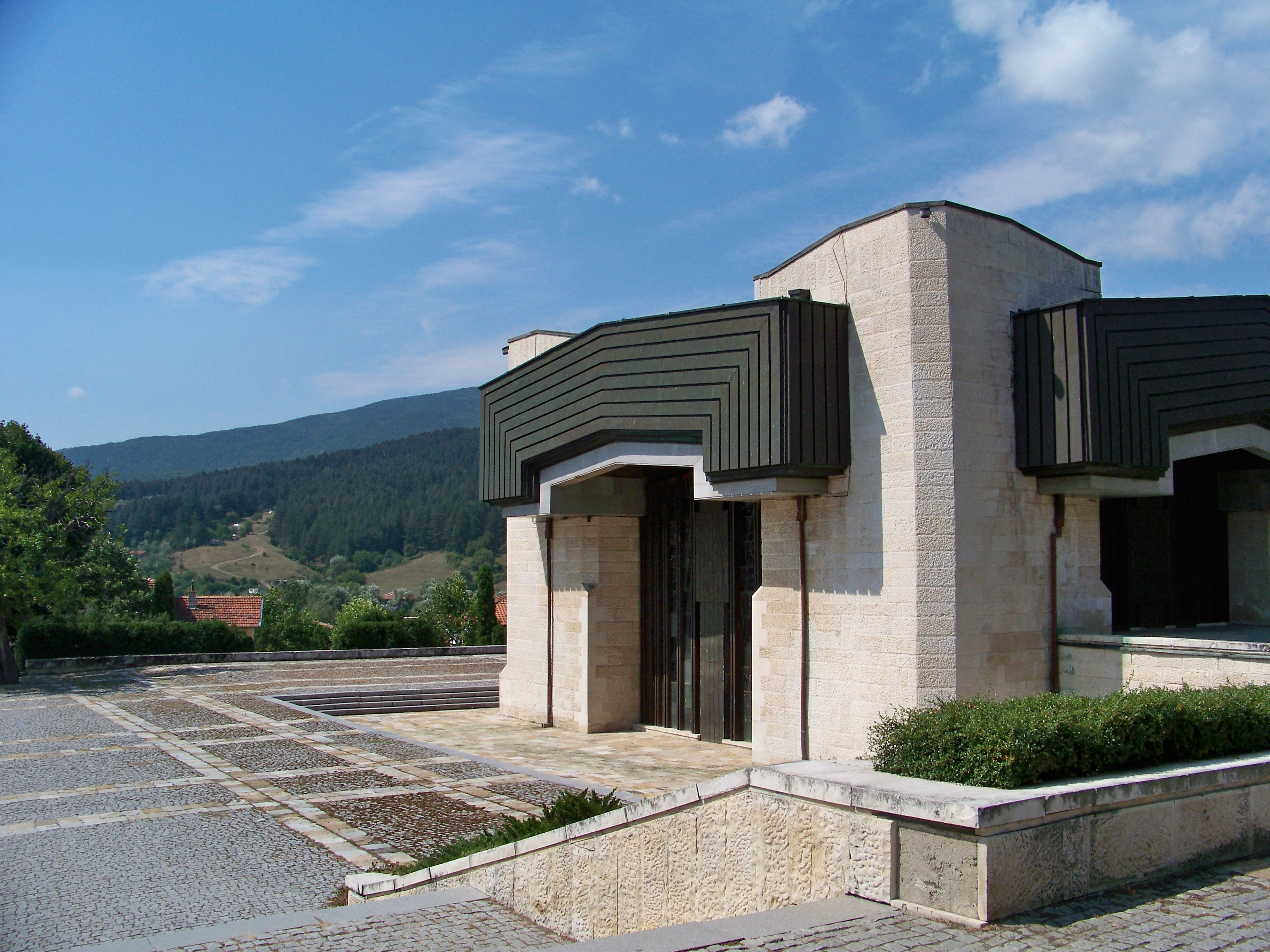